# 朔方郡
朔方郡，中國古郡名，於西漢朝時設置。
自新石器時代即有人類活动，戰國時為林胡、樓煩與白羊國據有，後被趙國所滅，戰國末年為匈奴攻占，秦代蒙恬西擊胡人，重新佔有此地為新秦中，屬九原郡。漢武帝元朔二年（前127年），衛青破匈奴樓煩王與白羊王，佔有河南地，置五原郡、朔方郡。朔方郡治所在朔方縣（縣治在今內蒙古鄂爾多斯杭錦旗北）。隸屬于朔方刺史部。東漢時移治臨戎縣，屬并州，後僑置于五原郡內。建安二十年（215年）廢。
北魏、隋于夏州（今陝西境內）復置朔方郡。
唐初廢朔方郡，唐玄宗开元九年（721年），另设朔方节度使，治所在灵州（今宁夏吴忠西北古城镇）。

## 郡名起源
朔方，北方之意。《尚書》堯典：“申命和叔，宅朔方。”蔡沈傳：“朔方，北荒之地。”《詩經》小雅：“天子命我，城彼朔方”。《爾雅》云：“朔，北方也。”

## 建置沿革

### 先秦
朔方郡所在的内蒙古河套地區，戰國時稱為河南地以及北假，是古國樓煩與白羊國所在地，多次侵寇趙國，後被趙國所滅，其地入趙。趙武靈王二十六年（前300年），趙國“攘地北至燕、代，西至雲中、九原”，置九原郡，此為河套地區建置之始。

### 秦代
秦始皇三十三年（前214年），遣將軍蒙恬“發兵三十萬人北擊胡，略取河南地”，「以為三十四縣，城河上為塞」，號為“新秦”。秦末戰亂，邊地戍卒被調回中原，河南地又為匈奴奪。秦代後期所置郡名不可考，可能領有渠搜、臨河、昫衍道、朐衍、高望、富平六縣。

### 西漢
漢武帝時國力轉盛，開始收復秦代邊地。元朔二年（前127年），匈奴侵入漁陽、上谷，殺千餘人。武帝令車騎將軍衛青“出雲中以西，至高闕，遂略河南地，至於隴西”。主父偃進言朔方土地肥饒，宜屯田駐守，“內省轉輸戍漕，廣中國、滅胡之本也”。武帝從其言，遂“收河南地，置朔方、五原郡”。
西漢時，朔方郡轄境大致相當於今内蒙古河套西北部（鄂爾多斯西部及巴彥淖爾西南部）及後套（宁夏银川平原）一帶，即秦代九原郡的西半部，時稱“新秦中”，郡治在朔方縣。其東為五原郡，西、北與匈奴為鄰。郡西有雞鹿塞（今巴彥淖爾磴口县沙金套海蘇木太陽廟山哈隆格乃山口），北有高闕塞（今巴彥淖爾烏拉特後旗呼和温都爾鎮狼山大巴圖溝口），是陰山一帶漢與匈奴來往的重要通道。昭君出塞的故事就發生于此。漢成帝竟寧元年（前33年），王昭君出雞鹿塞北入匈奴。
漢武帝曾多次徙民移居朔方、五原、上郡、北地諸郡，並穿鑿河渠，屯田戍守，修築長城、要塞。元朔二年，遷十萬人於朔方。三年（前126年）秋，蘇建修復秦代蒙恬所築要塞，築朔方城。五年，築臨戎城。元狩二年（前121年），徙數十萬貧民居朔方以南“新秦中”一帶。三年，又築沃野城、三封城。元鼎六年（前111年），“上郡、朔方、西河、河西開田官，斥塞卒六十萬人戍田之”。元封元年（前110年）武帝巡遊北邊，親至朔方。四年，“遣拔胡將軍郭昌屯朔方”。大規模的移民屯田導致河套地區的漢民人口迅速增加。漢平帝元始二年（2年），朔方郡有34338戶，136628人。
漢成帝元延、綏和之際（約前8年），朔方郡領十縣：
| 縣名   | 守尉治所 | 縣治所在地                   | 築城年代 | 王莽改名 | 備註                     |
| 朔方縣 | 郡治     | 杭錦旗獨貴塔拉鎮             | 前126年  | 武符     | 其南有金連鹽澤、青鹽澤   |
| 三封縣 |          | 磴口縣哈騰套海蘇木           | 前120年  |          |                          |
| 脩都縣 |          |                              |          |          |                          |
| 臨河縣 |          | 巴彥淖爾市臨河區八一鄉       |          | 監河     | 其北有高闕塞             |
| 呼遒縣 |          |                              |          |          |                          |
| 窳渾縣 | 西部都尉 | 磴口縣沙金套海蘇木西南土城子 |          | 極武     | 其東有屠申澤，西有雞鹿塞 |
| 渠搜縣 | 東部都尉 |                              |          | 溝搜     |                          |
| 沃野縣 |          |                              | 前120年  | 綏武     | 置有鹽官                 |
| 廣牧縣 | 中部都尉 |                              |          | 鹽官     |                          |
| 臨戎縣 |          | 磴口縣補隆淖尔鎮河拐子村西   | 前124年  | 推武     |                          |

### 東漢
王莽改朔方為溝搜。東漢建武初年，朔方、五原、雲中等郡為盧芳所據。建武七年（31年），盧芳所置朔方太守田颯、雲中太守喬扈降漢。十一年，省朔方刺史部入并州。二十六年，南匈奴內附，并、朔邊郡居民遷回本土。自此南匈奴徙居于幽、并諸郡內，右賢王部屯戍朔方。其後，以西河郡大城縣屬朔方郡，又徙郡治於臨戎。明帝永平中，多次徵發囚犯至朔方、五原屯戍。永和五年（140年）之前，朔方郡領六縣：臨戎縣、三封縣、朔方縣、沃野縣、廣牧縣、大城縣。修都、臨河、呼遒、窳渾、渠搜五縣當于東漢初省併。
由於南匈奴內附，北匈奴對朔方等邊郡的威脅大為降低，故“朔方以西障塞多不修復”。和帝以後，鮮卑佔據漠北，常南下鈔寇，並殺南匈奴漸將王。順帝時應南單于要求，增兵邊郡，修復障塞。永和五年（140年），南匈奴左部句龍吾斯、車紐叛亂，殺朔方、代郡長史及上郡都尉，寇略幽、冀、并、涼四州，邊郡殘破。乃以朔方郡僑置於五原郡內。《續漢書》郡國志載朔方郡有1987戶，7843人，未知為何年之數。
獻帝建安二十年（215年）春，因胡羌侵擾，曹操“省雲中、定襄、五原、朔方郡”，割太原郡北部設立新興郡，以安置四郡人口。四郡各置一縣領其民，原朔方郡民被安置于新興郡廣牧縣。魏青龍三年正月己亥日（235年2月24日），魏明帝曹叡复置朔方郡。

### 十六國至隋唐
十六國後趙於漢代朔方縣故地復置朔方郡、朔方縣，前秦以後廢。北魏始光四年（427年）滅夏，以其都城統萬（今陝西榆林靖邊縣白城子）置統萬鎮。太和十一年（487年），改統萬鎮為夏州。後于夏州南部置朔方郡，治魏平縣（在今陝西延安一帶），領魏平、政和、朔方三縣。延昌二年（513年）屬東夏州。
隋開皇三年（583年）廢天下諸郡。大業三年（607年），改夏州為朔方郡，治巖綠縣，領三縣：
- 巖綠縣
- 寧朔縣
- 長澤縣

大業五年，有11673戶。大業十三年（617年），梁师都據朔方郡反隋，建國號曰梁。唐貞觀二年（628年）滅梁师都，置夏州，改巖綠縣為朔方縣，為夏州治所。天寶元年（742年）又改夏州為朔方郡，領朔方、德靜、長澤三縣。天寳年閒，有9213戶，53104人。乾元元年（758年）復為夏州。

## 太守
- 劉它人，漢宗室。成帝永始中為朔方太守，永始三年（前14年）遷宗正。[21]
- □譚，姓失載，平帝元始中為朔方太守，上奏廣牧縣女子死而復生事。[22]
- 田颯，朔方縣人。東漢初盧芳所置朔方太守，建武七年（31年）降漢。[23]
- 賈宗，字武孺，南陽冠軍人，賈復之子。章帝建初中為朔方太守，後為長水校尉。[24]
- 王彪，和帝永元中為朔方太守，十二年（100年）行度遼將軍。[15]
- 仇□，上郡人。桓帝永壽（156年）二年在任。[25]
- 董援，單超外孫，桓帝延熹中為朔方太守。[26]

### 引用
1. 1 2  《史記李牧列傳》李牧至，如故約。匈奴數歲無所得。終以為怯。邊士日得賞賜而不用，皆願一戰。於是乃具選車得千三百乘，選騎得萬三千匹，百金之士五萬人，彀者十萬人，悉勒習戰。大縱畜牧，人民滿野。匈奴小入，佯北不勝，以數千人委之。單于聞之，大率眾來入。李牧多為奇陳，張左右翼擊之，大破殺匈奴十餘萬騎。滅襜襤，破東胡，降林胡，單于奔走。其後十餘歲，匈奴不敢近趙邊城。
2. ↑  《史記》趙世家
3. 1 2  《史記》秦始皇本紀
4. ↑  后曉榮《秦代政區地理》
5. ↑  《史記》衛將軍驃騎列傳
6. ↑  《漢書》主父偃傳
7. ↑  《漢書》武帝紀。漢書地理志謂元朔二年，九原郡更名為五原郡
8. ↑  王治国，《高阙塞考辨》，載于《河套文化》2006年第十一期；舒振邦，《赵长城终点高阙地望考》，載于《河套文化》2007年第三期
9. ↑  《漢書》食貨志
10. ↑  《漢書》武帝紀
11. ↑  《漢書》地理志
12. ↑  《巴彦淖尔盟志》，1997，内蒙古人民出版社
13. ↑  《後漢書》郡國志。大城，《漢書》地理志作大成。
14. ↑  李曉傑，《東漢政區地理》第七章第四節
15. 1 2  《後漢書》南匈奴傳
16. ↑  《後漢書》郡國志
17. ↑  《三國志》魏志武帝紀
18. ↑  吳增僅《三國郡縣表》卷五
19. ↑  《三國志》魏志明帝紀
20. ↑  《舊唐書》地理志
21. ↑  《漢書》百官公卿表
22. ↑  《漢書》五行志
23. ↑  《後漢書》光武紀、盧芳傳
24. ↑  《後漢書》賈復傳
25. ↑  洪适《隷釋》蒼頡廟碑
26. ↑  《後漢書》第五種傳